# Архангельское (Старооскольский городской округ)
Архангельское — село в Старооскольском городском округе Белгородской области. Центр Архангельской сельской территории.

## География
Территория села расположена в лесостепной зоне Среднерусской возвышенности с резко выраженной овражно-балочной системой. На территории села нет протекающих рек, имеется ручей. Санитарная зона ручья составляет 150 метров. Пойма ручья используется в качестве пастбища личного скота.
Находится в 20 километрах от города Старый Оскол.

## Климат
Село расположено во второй природно-климатической зоне области. Климат села умеренно континентальный. Средняя годовая температура воздуха колеблется от +21 до −17 градусов Цельсия. Характерно господство восточных метелевых и суховейных ветров. Количество годовых осадков составляет 620 мм.

## История
Первые поселенцы села Архангельское вышли из разных мест Курской губернии, преимущественно Белгородского уезда. Название села связано с православным ритуалом освящения церковных приходов и введения престольных праздников. Первоначально называлось Горнее.
Первое упоминание о селе относится к 1658 году. Тогда оно принадлежит Закотельскому стану. 

### Российская империя
В 1710 году в Архангельском было 76 домохозяев, в 1718 — 88 домохозяев. Жители села в основном занимались земледелием. Сеяли озимую рожь, а из яровых культур — овес. В 1716 году князь Голицын купил эти земли и поселил подданных малороссиян. Позже, в 1727 году, его сын Алексей Петрович Голицын продолжал заселение этих земель. В 30-40-х годах восемнадцатого столетия земли в районе деревень Терновое, Горнее, Дмитриевка, Роговатое отошли к Елизавете Голицыной и её мужу Александру Александровичу Меньшикову, а затем их сыну Сергею Александровичу Меньшикову.
С 1779 года по 1782 год согласно межевым книгам происходят изменения, образуется ряд новых уездов. Образовался и Нижне-Девицкий уезд. Горнее, а также села Городище, Дмитриевка, деревни Потудань, Терновая, Чужиково и Хорошилово вошли в его состав. В 1778 года было начато строительство новой церкви, которое было завершено к ноябрю. Церковь была деревянной, с колокольней. Освящена она именем Архистратига Михаила.
В 1894 году Верхне-Боровая Потудань отделилась от Архангельского, и деревянная церковь была отведена туда, а в селе осталась каменная, освящённая в 1889 году. При церкви была открыта церковно-приходская школа.
Революционные волнения в селе Архангельское не проходили. Смена власти прошла спокойно. К власти пришли Советы.

### СССР
С июля 1928 года с. Архангельское — центр Архангельского сельского Совета (одно село) в Шаталовском районе ЦЧО.
В 1930-1931 годах в селе Архангельское образовались первые колхозы.
22 июня 1941 года — начало Великой Отечественной войны. Самый трудный период войны — время семимесячной оккупации — село пережило с июля 1942 года по конец января 1943 года. Во время войны в сельском Совете села Архангельское сгорел архив. 28 января 1943 года село было освобождено без боя.
После войны произошло укрупнение колхозов, четыре ранее образованных объединились в один — «Имени Урицкого».
В декабре 1962 года Шаталовский район был ликвидирован, и Архангельское вошло в состав Старооскольского района.
С 8 февраля 1964 года по 1987 год председателем колхоза работал Гончаров Дмитрий Константинович. Именно в годы его работы произошёл подъём в сельскохозяйственном производстве, в социальной сфере. Был построен сельский клуб. В 1964 году открыта библиотека. Проложен уличный водопровод длиной 14 километров, пробурено 9 водонапорных скважин. Был открыт медпункт, столовую, отделение связи, новая школа. Были построены складские помещения, гараж, ангар для комбайнов. Строилось индивидуальное жильё для работников колхоза.
В 1989 году начали проводить газификацию домовладений.

### Российская Федерация
2 января 1992 года в селе Архангельское был образован сельский Совет, располагался он в здании бывшего правления совхоза.
В начале 1990-х годов Архангельское оставалось центром совхоза «Архангельский» (в 1992 г. более 290 рабочих), производящего продукцию растениеводства и животноводства. К концу 1995 года на территории села был образован производственный кооператив «Архангельский» со специализацией по выращиванию зерновых и сахарной свеклы, а также молочно-товарным животноводством.

## Население
| 1859 | 1897  | 2002 | 2010 |
| ---- | ----- | ---- | ---- |
| 1829 | ↗2223 | ↘974 | ↘963 |